# 霍伦贝克
霍伦贝克是德国石勒苏益格－荷尔斯泰因州的一个市镇。总面积7.21平方公里，总人口441人，其中男性226人，女性215人（2011年12月31日），人口密度61人/平方公里。